# Fontana della Botte
Fontana della Botte är en liten fontän vid Via della Cisterna i Rione Trastevere i Rom. Fontänen utfördes av Pietro Lombardi år 1927.

## Beskrivning
Fontänen består av en vattensprutande vintunna, flankerad av två vinmått, vilka sprutar vatten i små kar. Fontana della Botte är Trasteveres särskilda rionefontän. Vintunnan ska symbolisera den omfattande handeln med vin på grund av det stora antalet värdshus och krogar.

### Webbkällor
- ”Fontana della Botte”. Roma Segreta. 15 maj 2013. https://www.romasegreta.it/trastevere/fontana-della-botte.html. Läst 29 september 2020.
- ”Fontana della Botte”. Roma SPQR. Marco De Berardinis. http://www.romaspqr.it/ROMA/Fontane/Fontana_botte.htm. Läst 29 september 2020.